# Die Herzogin von Chicago
Die Herzogin von Chicago ist eine Operette in zwei Akten mit Prolog und Epilog des Komponisten Emmerich Kálmán und der Librettisten Julius Brammer und Alfred Grünwald. Die Uraufführung fand am 5. April 1928 im Theater an der Wien in Wien statt.

## Handlung
Mary Lloyd ist eine reiche Amerikanerin. Sie ist der Meinung, mit Geld könne man alles kaufen. Mit ihren Freundinnen wettet sie, bis zu ihrem nächsten Geburtstag einen Prinzen zu heiraten. Aus diesem Grunde verlässt sie ihre amerikanische Heimat und fährt in das fiktive Königreich Sylvarien. Der Filmvorführer James Bondy soll sie als ihr Sekretär begleiten und ihre Bemühungen um einen Prinzen auch filmen. Außerdem geht eine ganze Jazzband mit auf die Reise nach Europa, die bald in Wien und Budapest mit großem Erfolg auftritt. In Sylvarien lernt Mary den Erbprinzen Sandor kennen, der gerade unter falschem Namen versucht sein Schloss zu verkaufen, um Devisen für sein verschuldetes Land aufzutreiben. Mary erfährt bald die wahre Identität des Schlossverkäufers und nähert sich ihm. Er findet – trotz seiner Ablehnung der Errungenschaften der Neuen Welt und vor allem des von Mary so geliebten Jazz – auch Gefallen an ihr und lässt sie zur Herzogin von Chicago ernennen. Inzwischen verliebt sich Bondy in Prinzessin Rosemarie, die Cousine des Erbprinzen. Zwischen Mary und Sandor kommt es noch zu einigen Missverständnissen und Konflikten, ehe sich auch dieses Paar findet. Somit wird am Ende eine Brücke zwischen der Alten und der Neuen Welt geschlagen.

## Rezeption
Das Werk lebt unter anderem von der Spannung zwischen den Elementen der klassischen Wiener Operette wie Walzer, Csárdás, oder Wienerliedern einerseits und dem neu in die Operette eingeführten Jazz. Auch Charleston und Foxtrott hielten Einzug in diese Operette. Es kam beim Publikum gut an, wurde aber von den Nationalsozialisten, wie alle Werke von Emmerich Kálmán, verboten. Nach dem Krieg kehrte das Werk gelegentlich auf die Spielpläne der Theater zurück. In der Saison 2018/19 wurde es in Leipzig, Regensburg und Bremerhaven gespielt. Im Oktober 2018 erhielt die Leipziger Inszenierung der Operette den Preis BR-Klassik-Frosch.

## Tonträger
1999 erschien auf dem Label Decca Records in der Reihe „Entartete Musik“ eine Gesamtaufnahme des Werks vom Februar 1998 auf 2 CDs. Unter der Leitung von Richard Bonynge spielten und sangen das Rundfunk-Sinfonieorchester Berlin und der Rundfunkchor Berlin. Die Solisten waren unter anderem Endrik Wottrich, Monica Groop, Deborah Riedel und Brett Polegato.
2005 folgte bei Capriccio eine DVD mit einer Aufführung der Volksoper Wien unter der Leitung von Michael Tomaschek. Hier waren die Solisten Peter Matić, Mehrzad Montazeri und Norine Burgess.

## Musiknummern
Die Operette enthält folgende Musiknummern:
- Charleston, Charleston tanzt man heut! (Chor)
- Wiener Musik, Wiener Musik konntest die Welt einst betören! (Prinz und Chor)
- Wir Ladies aus Amerika sind auch verliebt so hie und da! (Mary und Chor)
- Bobby, jetzt spiel’ mir was auf! (Ensemble und Chor)
- Jazz, das ist die Mode, die Methode, immer nur Jazz (Ensemble und Chor)
- Das war’n noch Zeiten! (Ensemble und Chor)
- Entr’acte (Orchester)
- Machtvoll braust der Heimat Lied dir zu Ehren heut’! (Chor)
- Wenn die Garde schneidig durch die Stadt marschiert (Prinz und Kinderchor)
- Und in Chicago, wissen sie, was sich da tut! (Duett: Mary und Bondy)
- O Rosmarie, o Rosmarie! (Duett: Rosemarie und Prinz)
- Armer Prinz, armer Prinz, tust mir leid! (Duett: Mary und Prinz)
- Ach das wär’ fein, Mister Bondy! Das wär’ gut, Mister Bondy! (Duett: Rosemarie und Bondy)
- Wie sich’s schickt von feinen Leuten (Ensemble und Chor)
- Entr’acte (Orchester)
- Ein kleiner Slowfox mit Mary bei Cocktail und Sherry, das wär so mein Ideal! (Lied und Tanz der Mary)
- Den Walzer hat der Herrgott für Verliebte nur erdacht (Duett: Mary und Prinz)
- Wir Ladies aus der neuen Welt (Ensemble und Chor)
- Ja, im Himmel spielt auch schon die Jazzband, alle Englein tanzen Fox! (Duett: Rosemarie und Bondy)
- Komm in mein kleines Liebesboot, du Rose der Prärie! (Duett: Mary und Prinz)
- Seid umschlungen ihr Millionen, heute gibt’s noch Sensationen (Ensemble und Chor)
- Entr’acte (Orchester)
- Charleston, Charleston tanzt die Welt (Chor)
- Das war’n noch Zeiten! – Reprise (Prinz)
- Wiener Musik, Wiener Musik konntest die Welt einst betören! – Reprise (Prinz)
- Komm in mein kleines Liebesboot, du Rose der Prärie! – Reprise (Prinz)
- Voulez vous Hoppsassachen, voulez vous mit Papachen (Duett: Mary und Pankraz)
- Ein kleiner Slowfox mit Mary bei Cocktail und Sherry, das wär’ so mein Ideal! (Ensemble und Chor)